# گان برل (کالیفرنیا)
گان برل (به انگلیسی: Gunbarrel) یک منطقهٔ مسکونی در ایالات متحده آمریکا است که در شهرستان بولدر، کلرادو واقع شده‌است. گان برل ۱۶٫۷ کیلومتر مربع مساحت و ۹٬۲۶۳ نفر جمعیت دارد و ۱٬۶۱۰ متر بالاتر از سطح دریا واقع شده‌است.